# W pewnym królestwie
W pewnym królestwie (ros. В некотором царстве) – radziecki film animowany z 1957 roku w reżyserii Iwana Iwanowa-Wano i Michaiła Botowa. Ekranizacja rosyjskiej bajki ludowej.

## Animatorzy
Wiktor Lichaczew, Fiodor Chitruk, Lidija Riezcowa, Wadim Dołgich, Władimir Piekar, Władimir Krumin, Boris Diożkin, Konstantin Czikin, Giennadij Nowożyłow, Roman Kaczanow, Jelena Chłudowa, Boris Butakow, Wiaczesław Kotionoczkin

## Obsada (głosy)
- Władimir Gulajew
- Sierafim Anikiejew
- Grigorij Szpigiel
- Lew Potiomkin
- Marija Babanowa
- Gieorgij Wicyn
- Wiera Orłowa
- Gieorgij Millar

## Nagrody
- 1958: Pierwsza nagroda na XI Międzynarodowym Festiwalu Filmowym w Karlowych Warach (Czechosłowacja)
- 1958: Pierwsza nagroda w kategorii filmów animowanych na Wszechzwiązkowym Festiwalu Filmowym
- 1970: Nagroda Państwowa RFSRR imienia braci Wasiljewych dla reżysera Iwana Iwanowa-Wano za filmy animowane W pewnym królestwie (1957), Mańkut (1964) i Pory roku (1969)